# موش‌های دم‌فرچه‌ای
موش‌های دم‌فرچه‌ای (نام علمی: Isothrix) نام یک سرده از زیرخانواده تیغی‌موشیان است.